# Giải vô địch bóng đá nữ U-20 thế giới 2006
Giải vô địch bóng đá nữ U-20 thế giới 2006 được tổ chức tại Nga từ 17 tháng 8 tới 3 tháng 9 năm 2006. Đây là vòng chung kết giải vô địch bóng đá nữ trẻ thứ ba do FIFA tổ chức, nhưng là lần đầu ở lứa tuổi dưới 20. Hai giải đấu đầu tiên, lần lượt tại Canada vào năm 2002 và Thái Lan năm 2004, dành cho lứa tuổi dưới 19. FIFA có sự thay đổi về lứa tuổi nhằm chuẩn bị cho sự ra đời của Giải vô địch bóng đá nữ U-17 thế giới vào năm 2008.

## Các đội tham dự
| Liên đoàn                          | Vòng loại                                           | Đội                                  |
| ---------------------------------- | --------------------------------------------------- | ------------------------------------ |
| AFC (châu Á)                       | Giải vô địch bóng đá nữ U-19 châu Á 2006            | Trung Quốc · CHDCND Triều Tiên1 · Úc |
| CAF (châu Phi)                     | Vòng loại U-20 khu vực châu Phi 2006                | Nigeria · CHDC Congo1                |
| CONCACAF (Bắc, Trung Mỹ và Caribe) | Vòng loại U-20 khu vực Bắc, Trung Mỹ và Caribe 2006 | Hoa Kỳ · Canada · México             |
| CONMEBOL (Nam Mỹ)                  | Giải vô địch bóng đá nữ U-20 Nam Mỹ 2006            | Brasil · Argentina1                  |
| OFC (châu Đại Dương)               | Giải vô địch bóng đá nữ U-20 châu Đại Dương 2006    | New Zealand1                         |
| UEFA (châu Âu)                     | Giải vô địch bóng đá nữ U-19 châu Âu 2005           | Pháp · Đức · Phần Lan1 · Thụy Sĩ1    |
| Chủ nhà                            | Chủ nhà                                             | Nga                                  |

1.^ Đội lần đầu tham dự.

## Vòng bảng

### Bảng A
| Đội         | Đ | Tr | T | H | B | BT | BB | HS |
| ----------- | - | -- | - | - | - | -- | -- | -- |
| Brasil      | 5 | 3  | 1 | 2 | 0 | 2  | 0  | +2 |
| Nga         | 5 | 3  | 1 | 2 | 0 | 4  | 3  | +1 |
| Úc          | 4 | 3  | 1 | 1 | 1 | 4  | 3  | +1 |
| New Zealand | 1 | 3  | 0 | 1 | 2 | 2  | 6  | −4 |

Giờ thi đấu là giờ địa phương (UTC+4)
| New Zealand | 0–3      | Úc                                |
| ----------- | -------- | --------------------------------- |
|             | Chi tiết | McCallum 39', 80' · Shipard 90+3' |

| Nga | 0–0      | Brasil |
| --- | -------- | ------ |
|     | Chi tiết |        |

| Brasil                       | 2–0      | Úc |
| ---------------------------- | -------- | -- |
| Francielle 42' · Fabiana 69' | {Report} |    |

| Nga                                           | 3–2      | New Zealand               |
| --------------------------------------------- | -------- | ------------------------- |
| Kozhnikova 5' · Terekhova 14' · Akimova 90+3' | Chi tiết | Erceg 18' · Humphries 56' |

| Brasil | 0–0      | New Zealand |
| ------ | -------- | ----------- |
|        | Chi tiết |             |

| Úc         | 1–1      | Nga            |
| ---------- | -------- | -------------- |
| Brogan 85' | Chi tiết | Kozhnikova 75' |

### Bảng B
| Đội        | Đ | Tr | T | H | B | BT | BB | HS  |
| ---------- | - | -- | - | - | - | -- | -- | --- |
| Trung Quốc | 9 | 3  | 3 | 0 | 0 | 6  | 1  | +5  |
| Nigeria    | 6 | 3  | 2 | 0 | 1 | 11 | 5  | +6  |
| Canada     | 3 | 3  | 1 | 0 | 2 | 4  | 4  | 0   |
| Phần Lan   | 0 | 3  | 0 | 0 | 3 | 1  | 12 | −11 |

| Trung Quốc                                 | 2–1      | Phần Lan            |
| ------------------------------------------ | -------- | ------------------- |
| Mã Hiểu Húc 37' (ph.đ.) · Tí Tinh Tinh 72' | Chi tiết | Viên Phàm 2' (l.n.) |

| Nigeria                      | 3–2      | Canada                  |
| ---------------------------- | -------- | ----------------------- |
| Ishola 29' · Uwak 82', 90+1' | Chi tiết | Kyle 25' · Cicchini 71' |

| Phần Lan | 0–2      | Canada                    |
| -------- | -------- | ------------------------- |
|          | Chi tiết | Robinson 39' (ph.đ.), 70' |

| Trung Quốc                             | 3–0      | Nigeria |
| -------------------------------------- | -------- | ------- |
| Lâu Hiểu Húc 9' · Mã Hiểu Húc 31', 69' | Chi tiết |         |

| Phần Lan | 0–8      | Nigeria                                                         |
| -------- | -------- | --------------------------------------------------------------- |
|          | Chi tiết | Sabi 7', 42' · Eke 13', 65', 79' · Uwak 15' · Chikwelu 47', 73' |

| Canada | 0–1      | Trung Quốc      |
| ------ | -------- | --------------- |
|        | Chi tiết | Mã Hiểu Húc 48' |

### Bảng C
| Đội               | Đ | Tr | T | H | B | BT | BB | HS  |
| ----------------- | - | -- | - | - | - | -- | -- | --- |
| CHDCND Triều Tiên | 9 | 3  | 3 | 0 | 0 | 10 | 0  | +10 |
| Đức               | 6 | 2  | 2 | 0 | 1 | 15 | 3  | +12 |
| México            | 3 | 3  | 1 | 0 | 2 | 5  | 15 | −10 |
| Thụy Sĩ           | 0 | 3  | 0 | 0 | 3 | 2  | 14 | −12 |

| Thụy Sĩ        | 2–4      | México                                          |
| -------------- | -------- | ----------------------------------------------- |
| Bürki 12', 65' | Chi tiết | Corral 15', 45+2' · Gordillo 30' · Ocampo 90+2' |

| CHDCND Triều Tiên                | 2–0      | Đức |
| -------------------------------- | -------- | --- |
| Jong Pok-Hui 35' · Jo Yun-mi 70' | Chi tiết |     |

| México       | 1–9      | Đức |
| ------------ | -------- | --- |
| Cisneros 76' | Chi tiết | Okoyino da Mbabi 24' · Bajramaj 29' · Keßler 31' · Blässe 37', 44', 84' · Laudehr 49' · Maier 58' · Oster 77' |

| Thụy Sĩ | 0–4      | CHDCND Triều Tiên                                           |
| ------- | -------- | ----------------------------------------------------------- |
|         | Chi tiết | Jong Pok-Hui 45+1' · Kim Ok-Sim 50' · Kim Song-Hui 78', 80' |

| Đức                                                                             | 6–0      | Thụy Sĩ |
| ------------------------------------------------------------------------------- | -------- | ------- |
| Bajramaj 4', 62' · Laudehr 21' · Okoyino da Mbabi 45' · Keßler 85' · Blässe 89' | Chi tiết |         |

| México | 0–4      | CHDCND Triều Tiên                                                    |
| ------ | -------- | -------------------------------------------------------------------- |
|        | Chi tiết | Mi Hyang 33' · Kim Kyong-Hwa 35' · Kim Song-Hui 42' · Oh Kum-Hui 59' |

### Bảng D
| Đội        | Đ | Tr | T | H | B | BT | BB | HS |
| ---------- | - | -- | - | - | - | -- | -- | -- |
| Hoa Kỳ     | 9 | 3  | 3 | 0 | 0 | 7  | 2  | +5 |
| Pháp       | 6 | 3  | 2 | 0 | 1 | 6  | 1  | +5 |
| Argentina  | 3 | 3  | 1 | 0 | 2 | 5  | 9  | −4 |
| CHDC Congo | 0 | 3  | 0 | 0 | 3 | 1  | 7  | −6 |

| CHDC Congo | 1–2      | Hoa Kỳ                             |
| ---------- | -------- | ---------------------------------- |
| Nzuzi 70'  | Chi tiết | O'Hara 33' · Rodriguez 65' (ph.đ.) |

| Pháp                                                  | 5–0      | Argentina |
| ----------------------------------------------------- | -------- | --------- |
| Boulleau 12' · Delie 28', 65' · Necib 51' · Houra 85' | Chi tiết |           |

| Hoa Kỳ                                              | 4–1      | Argentina   |
| --------------------------------------------------- | -------- | ----------- |
| Rostedt 13' · Adams 38' · Long 62' · Nogueira 90+1' | Chi tiết | Pereyra 53' |

| CHDC Congo | 0–1      | Pháp      |
| ---------- | -------- | --------- |
|            | Chi tiết | Henry 45' |

| Argentina                              | 4–0      | CHDC Congo |
| -------------------------------------- | -------- | ---------- |
| Manicler 13', 17', 45+2' · Potassa 15' | Chi tiết |            |

| Hoa Kỳ      | 1–0      | Pháp |
| ----------- | -------- | ---- |
| Rostedt 61' | Chi tiết |      |

## Vòng đấu loại trực tiếp

### Tứ kết
| Brasil                        | 2–1      | Nigeria  |
| ----------------------------- | -------- | -------- |
| Fabiana 45+2' · Adriane 90+5' | Chi tiết | Uwak 65' |

| Trung Quốc                                                            | 4–0      | Nga |
| --------------------------------------------------------------------- | -------- | --- |
| Tí Tinh Tinh 8' · Mã Hiểu Húc 19' · Trương Vĩ Song 40' · Vưu Giai 60' | Chi tiết |     |

| CHDCND Triều Tiên                      | 2–1      | Pháp       |
| -------------------------------------- | -------- | ---------- |
| Kim Kyong-Hwa 46' · Hong Myong-Gum 90' | Chi tiết | Thomis 62' |

| Hoa Kỳ                                      | 4–1      | Đức         |
| ------------------------------------------- | -------- | ----------- |
| O'Hara 36' · Adams 37', 70' · Rodriguez 90' | Chi tiết | Neumann 65' |

### Bán kết
| Brasil | 0–1      | CHDCND Triều Tiên |
| ------ | -------- | ----------------- |
|        | Chi tiết | Ri U. 87'         |

| Trung Quốc                                                                 | 0–0 (s.h.p.) | Hoa Kỳ                                      |
| -------------------------------------------------------------------------- | ------------ | ------------------------------------------- |
|                                                                            | Chi tiết     |                                             |
| Loạt sút luân lưu                                                          |              |                                             |
| Trang Nhiên · Trương Vĩ · Viên Phàm · Tí Tinh Tinh · Mã Hiểu Húc · Châu Vi | 5–4          | Dew · Adams · Poach · Lopez · Bock · Cheney |

### Tranh hạng ba
| Brasil                                                                    | 0–0 (s.h.p.) | Hoa Kỳ                                                          |
| ------------------------------------------------------------------------- | ------------ | --------------------------------------------------------------- |
|                                                                           | Chi tiết     |                                                                 |
| Loạt sút luân lưu                                                         |              |                                                                 |
| Daiane · Costa · Aliane · Francielle · Monica · Fabiana · Érika · Maurine | 6–5          | Dew · Long · Angeli · Heath · Adams · Lopez · Rodriguez · Poach |

### Chung kết
| CHDCND Triều Tiên                                               | 5–0      | Trung Quốc |
| --------------------------------------------------------------- | -------- | ---------- |
| Jo Yun-mi 29' · Kim Song-Hui 39', 45+2', 52' · Kim Song-Hui 56' | Chi tiết |            |

## Giải thưởng
| Chiếc giày vàng | Quả bóng vàng | Giải phong cách   |
| --------------- | ------------- | ----------------- |
| Mã Hiểu Húc     | Mã Hiểu Húc   | CHDCND Triều Tiên |

### Đội hình tiêu biểu
| Thủ môn                           | Hậu vệ                                                                   | Tiền vệ                                                                                       | Tiền đạo                                                                                  |
| --------------------------------- | ------------------------------------------------------------------------ | --------------------------------------------------------------------------------------------- | ----------------------------------------------------------------------------------------- |
| Trương Diễm Như Valerie Henderson | Daiane Coralie Butcher Babett Peter Hong Myong-Gum Ri Jin-Ok Ri Un-Hyang | Collette McCallum Cynthia Uwak Celia Okoyino da Mbabi Kim Kyong-Hwa Kim Chun-Hui Amanda Poach | Fabiana Mã Hiểu Húc Amandine Henry Rita Chikwelu Kil Son-Hui Elena Danilova Danesha Adams |

## Cầu thủ ghi bàn
5 bàn
- Kim Song-Hui
- Mã Hiểu Húc

4 bàn
- Anna Blässe
- Cynthia Uwak

3 bàn
- Ludmila Manicler
- Fatmire Bajramaj
- Danesha Adams
- Maureen Eke

2 bàn
- Fabiana
- Jodi-Ann Robinson
- Nadine Keßler
- Simone Laudehr
- Celia Okoyino da Mbabi
- Amy Rodriguez
- Jessica Rostedt
- Kelley O'Hara
- Charlyn Corral
- Anna Kozhnikova
- Rita Chikwelu
- Akudo Sabi
- Marie-Laure Delie
- Jo Yun-Mi
- Jong Pok-Hui
- Kil Son-hui
- Kim Kyong-Hwa
- Vanessa Bürki
- Tí Tinh Tinh
- Collette McCallum

1 bàn
- Mercedes Pereyra
- Maria Potassa
- Adriane
- Francielle
- Amanda Chiccini
- Kaylyn Kyle
- Tresorine Nzuzi
- Juliane Maier
- Lydia Neumann
- Jennifer Oster
- Alexandra Long
- Casey Nogueira
- Monique Cisneros
- Maria de Lourdes Gordillo
- Mónica Ocampo
- Abby Erceg
- Emma Humphries
- Tawa Ishola
- Laure Boulleau
- Amandine Henry
- Jessica Houara
- Louisa Necib
- Myong Gum-hong
- O Kim-hui
- Ri Un-Hyang
- Mi Hyang
- Kim Ok-sim
- Lâu Hiểu Húc
- Trương Vĩ Song
- Vưu Giai
- Danielle Brogan
- Sally Shipard
- Svetlana Akimova
- Elena Terekhova

Phản lưới nhà
- Viên Phàm (cho Phần Lan)